# Histoire des Juifs à Płock
La communauté juive de Płock est une des plus anciennes de Pologne. Bénéficiant de la protection des souverains, elle a pu se développer de façon régulière tout au long des siècles. D'abord prêteurs sur gage, puis commerçants et artisans, les Juifs de Płock se sont intégrés socialement et culturellement à partir du XIXe siècle à la population polonaise. Au moment de la Seconde Guerre mondiale, la communauté juive avec 9 000 fidèles représente environ 1/3 de la population de la ville. Elle sera complètement anéantie durant la Shoah. Il n'y a plus de communauté juive actuellement à Płock.
Płock (ou: Plotzk en allemand) est une ville de la voïvodie de Mazovie, dans le centre de la Pologne. Arrosée par la Vistule, elle se situe à environ 110 km au nord-ouest de Varsovie. Elle compte actuellement un peu plus de 120 000 habitants.

## Histoire de la communauté juive

### La communauté médiévale
On ignore quand les premiers Juifs se sont installés à Płock. Ils sont mentionnés dans un document publié en 1237 par l'évêque de Płock, Piotr I Półkozic, qui confirme l'emplacement d'un nouveau quartier à Płock : "Les limites de ce quartier s'étendent des tumuli situés sur la route menant à Czerwińsk, jusqu'au puits de l'église Vojislav et à l'autre puits, celui des Juifs." On en déduit donc qu'un quartier juif existe déjà à cette époque, ce qui en fait un des plus vieux quartiers juifs en Pologne. Établi à l'époque médiévale, il a survécu, avec des limites presque inchangées jusqu'au XXe siècle. Il est situé avec la synagogue et l'école juive dans la Vieille Ville, près des murs de la ville, au nord-est de la Vieille Place, des deux côtés de la rue Żydowska (rue aux Juifs). Un terrain vide se trouve entre le quartier juif et les murs de la ville. Au début, les Juifs sont des prêteurs sur gage, acceptant parfois des terres ou autres biens immobiliers comme garantie.

### La communauté auxXVIeetXVIIesiècles
Au XVIe siècle, les Juifs commencent à s'installer aussi dans la rue Szewska. Au cours des siècles suivants, le quartier juif va inclure les rues suivantes : Jerozolimska, Synagogalna, Tylna, Niecała, Kwiatka (maintenant Szeroka) et partiellement les rues  Bielska, Grodzka et Starego Rynku. Les propriétés dans le quartier appartiennent non seulement à des Juifs de Płock, mais aussi de villes voisines et à des chrétiens. En 1516, le Juif Feliks de Płońsk achète une maison rue Żydowska à un sellier de Ciechanów, Paweł Chomętowski, pour la somme de six soixantaines de groszy. Il est difficile d'estimer la taille de la population juive, mais les informations fiscales peuvent servir d'indice. Dans les années 1480, deux familles juives paient un fermage.
En 1507, les résidents juifs de Płock paient cinq zlotys d'impôt de couronnement, et au milieu du XVIe siècle, cinq familles paient l'impôt par feu au Trésor. Très rapidement ce nombre va grimper à 120 payeurs. En 1578, 124 habitants juifs paient l'impôt par tête. En 1616, on compte environ 25 maisons juives. La guerre avec la Suède de 1655-1660 dévaste une grande partie de Płock, y compris le quartier juif, où seules sept maisons restent debout.
Les droits et privilèges accordés aux juifs en 1264 et dans les années 1334-1364 encourage l'installation des Juifs à Płock et dans l'ensemble du royaume de Pologne. Cependant les citoyens chrétiens de Płock accueillent les immigrants juifs avec réticence. Au XVe siècle les premières lois restreignant le commerce juif sont mises en application. Bientôt, les autorités de la ville interdisent aux Juifs de construire de nouvelles maisons. En 1537, le roi Sigismond le Vieux publie un document qui, en plus des restrictions commerciales, interdit aux Juifs d'acheter des maisons et des terrains municipaux aux Chrétiens, et ceux qui appartiennent déjà aux Juifs doivent être vendus avant la fin 1537. Peu après, d'autre limitations sont introduites, conduisant à une perte d'importance de la communauté juive de Płock.
Mais la situation va changer en 1555 quand le roi Sigismond Auguste permet aux Juifs de s'installer en ville, moyennant le paiement d'un loyer. La communauté recommence à prospérer. Cependant de nombreux conflits concernant les propriétés et les terrains à bâtir surviennent entre les juifs et les autorités de la ville. Puis surgit un litige à propos du cimetière juif.
Au milieu du XVIe siècle, deux cimetières juifs existent à Płock. Le premier situé près de l'église Saint-Bartholomé dans la partie nord-ouest de la Vieille-Place, sur les bords de la Vistule, et le second situé au sud du monastère dominicain, derrière les murs de la ville. Le 11 novembre 1568, le roi Sigismond Auguste publie un document autorisant les Juifs à acheter un jardin à l'extérieur des murs de la ville pour y construire un cimetière. Le terrain est vendu le 26 novembre 1568 par les héritiers du conseiller Stanisław Wiecha pour 40 soixantaines de groszy. La communauté juive est représentée par Jakub et Józef Marianek, mais les autorités de la ville refusent d'enregistrer la vente. En 1570, le roi émet un autre document concernant le cimetière et ordonne à la ville d'enregistrer la vente dans les registres de la ville. En dépit de la protection du roi, l'affaire ne se règle pas de façon satisfaisante pour la communauté juive. Le roi suivant, Étienne Báthory essaie de résoudre le problème afin que les Juifs puissent construire leur cimetière à Przedmieście Bielskie près du quartier juif. En 1580, il intervient une nouvelle fois dans les relations entre les habitants chrétiens de la ville et les Juifs, et le 20 janvier, il rédige un document demandant qu'on respecte les droits des Juifs orthodoxes de Płock. Le roi trouve inacceptable que le bétail détenu par les Juifs ne puisse pas se rendre facilement à un point d'eau, qu'il soit chassé des pâtures et que les maisons des Juifs soient attaquées. À la mi-janvier 1580, dans le château de Płock, les anciens de la communauté juive ont pris connaissance d'un oblate (texte dans le registre d'une ville) d'Étienne Báthory, qui interdit aux habitants de la ville de persécuter la population juive.
L'augmentation des incidents antisémites à Płock et dans les villes environnantes dans la seconde moitié du XVIe siècle est liée aux mouvements de la Réforme et de la Contre-Réforme. Cette dernière est responsable de nombreuses accusations anti-Juives qui se répandent en ville. Une de ces accusations concerne la profanation d'une hostie consacrée pour en extraire du sang. Une telle accusation se propage à Płock en avril 1556, quand un groupe d'habitants de Sochaczew accuse des Juifs locaux d'avoir acheté l'hostie consacrée à Dorota Łazęcka. Le responsable du district de Sochaczew, Stanisław Borek, condamne Dorota Łazęcka et le rabbin de la communauté de Sochaczew, Beniasz, à mort. Ils sont exécutés le 23 avril 1556. Les trois autres Juifs accusés sont interrogés par le gouverneur du Powiat de Rawa, Andrzej Sierpski, et soumis à la torture, les obligeant de plaider coupables. Le 1er juin 1556, ils sont pendus à des crochets devant les trois portes de Płock. Les Juifs de Płock, craignant d'autres accusations, demandent au roi Sigismond Auguste de leur établir un sauve-conduit et de les aider à rétablir la vérité. Le roi va soutenir tous les Juifs de Pologne et plus particulièrement ceux de Płock, jusqu'à ce que l'affaire soit clarifiée. Le sauve-conduit permet aux Juifs de continuer à faire du commerce et à prouver leur innocence. Six mois plus tard, le 13 janvier 1557, le roi Sigismond Auguste ordonne que les victimes soient détachées et que leur corps soit rendu à leur famille pour les enterrer.
Un autre point de tension entre les Juifs et les chrétiens est le cas des convertis au judaïsme. Entre 1534 et 1559, un procès se déroule devant le tribunal ecclésiastique de Płock contre deux docteurs chrétiens accusés de s'être convertis au judaïsme. Un des deux célébrait le shabbat, allait à la synagogue et convertissait des habitants de Płock au judaïsme.
Les rapports entre les autorités de la ville, les habitants chrétiens et la communauté juive sont réglés à l'amiable le 18 janvier 1581. Les citoyens de la ville sont représentés par 21 habitants de Płock, dont le maire, les conseillers municipaux et les anciens des guildes suivantes : tailleurs; cordonniers; fourreurs; drapiers; poêliers et marchands. Les Juifs sont représentés par cinq personnes. Les Juifs renoncent à la période sans taxes pour tous les biens meubles et immeubles qu'ils possèdent déjà ou qu'ils ont l'intention d'acheter dans le futur. En plus, ils sont supposés payer des taxes et des charges en relation avec l'utilisation des immeubles locatifs. Dès la signature du document, ils sont obligés de payer les regalium, civilium, podwodarum, szosy (taxes civiles, royales, de transport, de péages), dont le montant s'élève à 20 florins payable le jour de la Saint-Martin. Les Juifs doivent payer aussi une taxe de 80 florins pour le jardin et la maison  Xzexolczinski (sic) et 10 groszy pour chaque logement situé dans les immeubles collectifs et enregistré jusqu'en 1581.  Les pauvres peuvent payer en plusieurs versements, mais les riches le plus tôt possible. Les Juifs concluent un autre accord avec les autorités de la ville le 15 juin 1617. Sous conditions de payer les taxes dues à la ville et au trésor royal, ils peuvent exercer librement le commerce et l'artisanat. Cependant, ils ne sont pas autorisés à brasser de la bière ni produire d'autres boissons alcoolisées et n'obtiennent pas de licence de vente d'alcool.
En 1648, les habitants de Płock signent un nouvel accord avec les Juifs, concernant une taxe de guerre, appelée hiberna. Les deux parties décident que "leur intérêt mutuel est d'arrêter les querelles et de vivre dorénavant paisiblement ensemble. Aussi les anciens de la communauté juive ont signé un accord au nom de toute la communauté juive de Płock et décidé de contribuer pour 220 florins pour chaque 1 000 zlotys polonais, aussi longtemps que la taxe de guerre à Płock sera payée sans violation des anciens traités", en retour, les habitants promettent de rester en paix avec les Juifs.
Les Juifs de Płock sont spécialisés dans le commerce du grain et du bois. Les marchandises sont transportées sur la Vistule vers Thorn et Dantzig. En 1537 et 1546, la douane de Włocławek enregistre deux expéditions de cinq et six sacs de plumes respectivement par Aleksy et par Aron, des Juifs de Płock. À la fin du XVIe siècle, la douane de Kalisz enregistre le transport de 105 pièces de cuir de vache et de 619 sacs de plumes d'oie par des Juifs de Płock. À la même période, la douane d'Ostrzeszów enregistre un transport par un autre Juif de Płock de deux pièces de velours de grande valeur. Un autre Juif, du nom de Mojżesz, fait du négoce de bœufs qu'il fait venir de Valachie. La majorité des Juifs vivent du commerce local et de l'artisanat, principalement dans le tissage, la fourrure, la passementerie, la boulangerie et la boucherie. D'autres fabriquent du verre ou louent des auberges ou exercent des professions libérales.
Au tout début du XVIe siècle, le docteur Jakub de Sochaczew, s'installe à Płock. La communauté juive de Płock est alors intégrée dans le Conseil régional de Grande-Pologne. En 1519, un Abraham de Płock rejoint les sages du Conseil où il représente la communauté de Płock. La guerre polono-suédoise de 1655-1660 entraine la destruction totale du quartier juif, et après la guerre, les Juifs obtiennent un privilège leur permettant de le reconstruire. Le roi leur permet de "reconstruire l'école, le cimetière et toutes les maisons brûlées". En plus, ils ont le droit d'acheter de la nourriture, de faire du commerce, d'abattre et de vendre du bétail ainsi que de reconstruire les boucheries dévastées et les étals. Le privilège accordé par le roi Michel Wiśniowiecki en 1671 leur permet en plus d'aménager les terrains municipaux vides se trouvant dans le quartier juif. Le 20 mars 1676, le roi Jean III Sobieski confirme les privilèges déjà accordés aux Juifs de Płock. Le quartier juif est détruit en 1688 par un incendie et quelques années plus tard, une épidémie ravage la ville, tuant de nombreux citoyens, Polonais et Juifs. Au début du XVIIIe siècle, la Grande guerre du Nord amène sa vague de meurtre, pillage, incendie et maladies à la ville. Płock est reconquis par l'armée russe qui chasse les Suédois en 1709. Les combats sont toujours accompagnés d'attaque sur les vies et biens des juifs.

### La communauté juive auXVIIIesiècle
Au XVIIIe siècle, jusqu'au partages de la Pologne, la situation des Juifs n'évolue guère et ils continuent d'habiter dans leur propre quartier. Leurs privilèges sont de nouveau confirmés par le roi Auguste II le 9 janvier 1723, par le roi Auguste III le 13 décembre 1760 et par le roi Stanislas II le 30 novembre 1770. Le commerce et l'artisanat reste encore la principale source de revenus des membres de la communauté. À part cela, Ils louent une distillerie et des auberges à Płock et dans le village de Winiary et des moulins à Płock et dans le village de Chełpowo.
En 1775, l'évêque de Płock invite les responsables de la communauté juive et les accuse d'avoir construit de nouvelles synagogues. Il décrète que les Juifs ne pourront plus faire du commerce le dimanche entre 9 heures du matin et 17 heures, et ne seront autorisés à acheter que les articles strictement nécessaires avant 9 heures. Pendant la procession du Corpus Christi qui passe par le marché, le quartier juif sera bouclé, de façon que les Juifs ne puissent pas voir les Saintes Images.
En 1789, les tailleurs juifs fondent leur propre guilde et en 1792 les fourreurs font de même. En 1802, 113 artisans juifs travaillent à Płock, principalement des tailleurs,.
Płock connait une expansion considérable dans les dernières décennies du XVIIIe siècle, en tant que centre administratif de la nouvelle province de Prusse-Méridionale. De nouveaux bâtiments imposants sont érigés en ville. Les autorités prussiennes révoquent le décret imposant aux juifs de n'habiter que dans le quartier juif, mais peu de juifs tirent avantage de cette liberté et la majorité préfère rester dans le quartier juif.

### AuXIXesiècleet jusqu'à laPremière Guerre mondiale
De nombreux Juifs des localités environnantes s'installent à Płock. Si en 1800, il y a 731 Juifs en ville parmi 1 874 chrétiens, deux années plus tard, on compte 1 783 Juifs, soit une augmentation de 150 %. Ces nouveaux arrivants sont attirés par la culture allemande et apportent avec eux l'esprit des Lumières, la Haskala. Leur influence sur la communauté devient importante, car beaucoup d'entre eux sont fortunés. La langue allemande devient progressivement dominante et les documents communautaires sont rédigés en cette langue.
Pendant cette période, le rabbin de Płock est Yehuda Leib Margulies, auteur de plusieurs livres sur des sujets religieux ainsi que d'ouvrages philosophiques, éthiques etc… Son livre Or Olam (La lumière du monde) est réédité plusieurs fois et connait une popularité étendue. Margulies est un rabbin traditionaliste, rationaliste qui ne voit aucun conflit entre la foi religieuse et la science. Dans un de ses livres, il critique les relations à l'intérieur de la communauté juive, le manque d'intellectuels et la corruption de l'oligarchie de la communauté juive qui regarde plus ses intérêts que ceux du peuple.        
Deux autres Juifs de Płock ont aussi marqué cette période : Itsikel Plotzker, qui par ses relations commerciales et sociales avec la famille Radziwill et d'autres membres de la noblesse polonaise, a agi comme conseiller pour de nombreux sujets concernant la vie juive ; et Daniel Landau qui fournisseur de l'armée française pendant la guerre, a représenté la région de Płock à la Conférence des communautés juives du duché de Varsovie.  

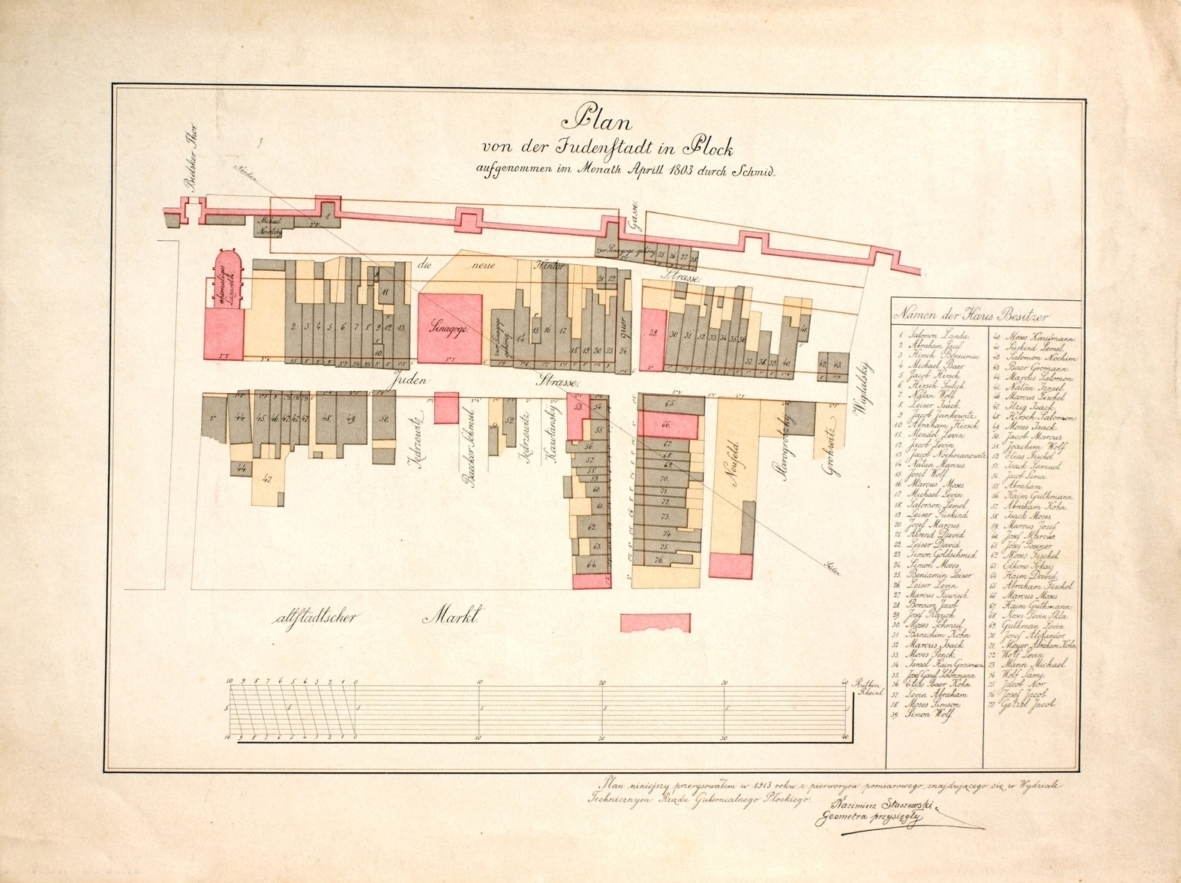
Plan du quartier juif en 1803.

Płock devient le centre d'un des six districts formant le duché de Varsovie, résultant d'un traité de paix entre l'empereur Napoléon Ier et le tsar Alexandre Ier.  Les Juifs obtiennent les mêmes droits civils que les non-Juifs, mais sont accablés de taxes que la communauté appauvrie par les guerres ne peut pas payer. Les responsables de la communauté doivent se démener pour essayer de les réduire. En 1812, un décret gouvernemental interdit aux Juifs de produire et de vendre des boissons alcoolisées, conduisant à la ruine de nombreuses familles juives qui vivaient uniquement de ce commerce.
En 1810, un grand incendie détruit la synagogue et 90 maisons juives. Les sans-abris sont autorisés à s'installer temporairement dans d'autres quartiers. Les ministres du roi recommandent à Frédéric Auguste de Saxe, grand-duc de Varsovie, d'expulser les Juifs des quartiers mixtes car ils sont sales et provoquent des incendies et de la crasse "car c'est leur penchant naturel à la saleté", mais le roi refuse de les expulser signifiant que ce serait injuste.
Le fameux rabbin Leibish Charif, plus connu sous le nom de Aryeh Leib Tzintz or Maharal Tzintz (1765-1833), auteur de plusieurs livres religieux officie à cette époque à Płock. 17 de ses livres sont publiés de son vivant et d'autres après sa mort. 
La population de la ville s'accroit entre 1816 et 1830, de même que la population juive, qui en 1822 compte 2 447 membres. 
Quand la révolte polonaise contre la Russie éclate en 1830, un certain nombre de Juifs patriotes se joignent aux unités de combat polonaises. Néanmoins, les juifs sont en de multiples occasions suspectés d'espionner pour les Russes.
La fin du XVIIIe et le XIXe siècle marquent une nouvelle phase dans la vie sociale, culturelle et économique des Juifs de Płock. Beaucoup vont contribuer activement au développement industriel de la ville.
En 1870, Mojżesz Sarna construit une usine de fabrication de machines agricoles, qui sera ultérieurement dirigée par son fils Izydor Sarna, qui en 1884 construira la première fonderie à Płock. Marian Margules édifie une autre usine de matériel agricole en 1884 et après sa mort, l'entreprise sera dirigée par ses fils Czesław, Feliks et Izaak.
Les infrastructures de la communauté juive se développent rapidement au XIXe siècle. En 1810, Mordechaj Dancygier bâtit la  Petite Synagogue située rue Szeroka (maintenant rue Kwiatka). En 1845, un nouveau cimetière juif est ouvert. En 1872, l'hôpital Izaak Fogel au 7 rue Misjonarska est inauguré, à l'initiative du rabbin Arziel Arje Rakowski. Il inclut un service de chirurgie, une maternité, une unité de pneumologie, une de médecine interne et une de neurologie. Son activité est financée par la communauté juive. Pendant plusieurs années, il sera dirigé par R. Płonskier. En 1886, une nouvelle Grande Synagogue grandiose avec un dôme est érigé sur le site de l'ancienne grande synagogue et près du Beth Midrash (centre d'étude de la Torah) rue Synagogalna. La nouvelle construction est située entre les rues Synagogalna et Tylna, près de la rue Bielska.
Plusieurs installations agricoles juives sont fondées dans la région de Płock. 170 familles juives s'établissent sur des terres, si bien que le gouverneur de la province mentionne dans un de ses rapports : "Les Juifs s'adonnent sérieusement à l'agriculture".
En 1862, les Juifs peuvent participer pour la première fois aux élections municipales. La communauté juive est divisée en deux groupes: d'un côté les hassidim et de l'autre les maskilim partisan de la Haskala, le mouvement des Lumières juif et qui aspirent à certaines réformes dans le mode de vie traditionnel juif. Ils ouvrent des écoles modernes et adoptent des méthodes d'éducation progressistes. Leur chef est Shlomo Zalman Posner, un homme riche et influent à l'origine des installations agricoles. Les disputes et controverses entre les deux groupes trouvent leur paroxysme quand le rabbin Azriel Leib Rakovsky favorable à une éducation séculière en même temps qu'une éducation religieuse, est forcé de quitter son poste harcelé par les hassidim. En 1867, quand éclate une terrible épidémie de choléra, de nombreux Juifs considèrent l'épidémie comme une punition de Dieu pour avoir chassé le rabbin. Rappelé, il restera en poste jusqu'en 1880, et démissionnera finalement à la suite de fausses accusations portées contre lui.
La vieille communauté juive de Płock est considérée au début du XXe siècle comme un des centres les plus éclairés de Pologne et peut s'enorgueillir du nombre de personnalités qui y sont nés ou qui y ont vécu : les leaders sionistes Nahum Sokolow et Itzhak Grinbaum ; le critique littéraire Avraham Yaacov Papierna (1840-1919) ; le pédagogue et pionnier de l'hébreu moderne Aharon Ben Moshe Kahanstam (1860-1920) ; les auteurs Jakir Warszawski (1885-1942) et Sholem Asch ; les peintres Nathan Korzen, (1895-1941), Fishl Zilberberg, (1909-1942), et Jehiel Meir (Max) Eljowicz, (1890-1942); le miniaturiste David Tyszinski, (1914-2002 et d'autres. Parmi les rabbins célèbres: Yehuda Leib Margulies (1747-1811) ; Zysza Plotzker; Arye Leib Zunz; Yissachar Dov Graubart; Azriel Arye Leib Rakowsky ; Yona Mordechai Zlotnik, (1857-1922). 

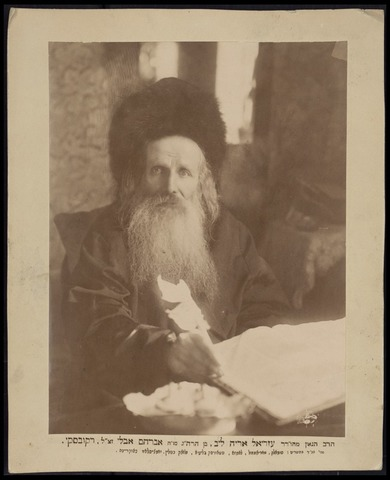
Azriel Aryeh Leib Rakovski (1765-1833), rabbin de Płock.
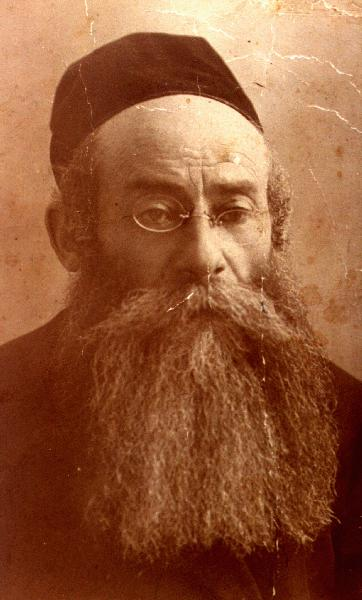
Yona Mordechai Zlotnik (1857-1922), rabbin de Płock.
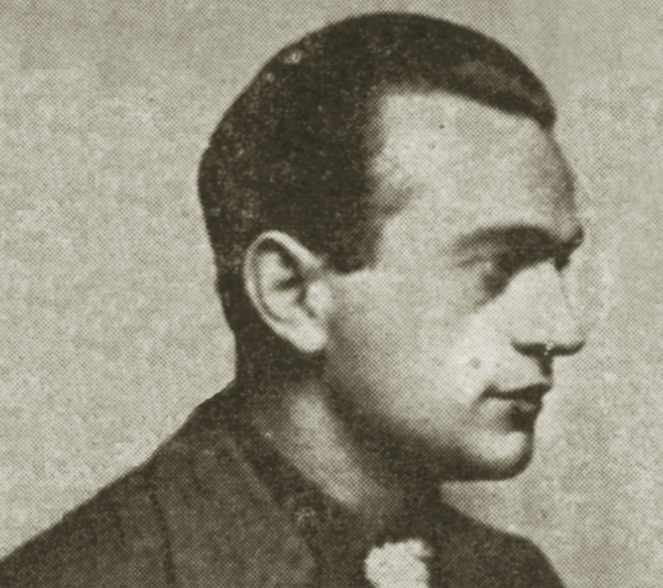
Fiszel Zylberberg (1909-1942), peintre.
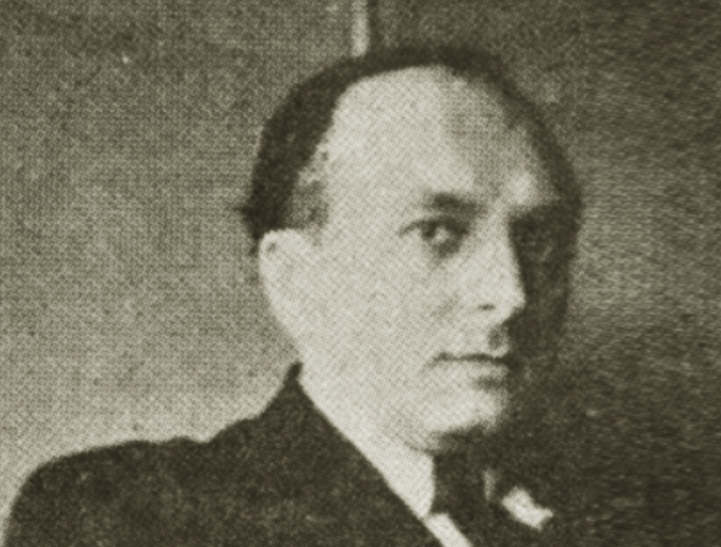
Natan Korzen (1895-1941), peintre.
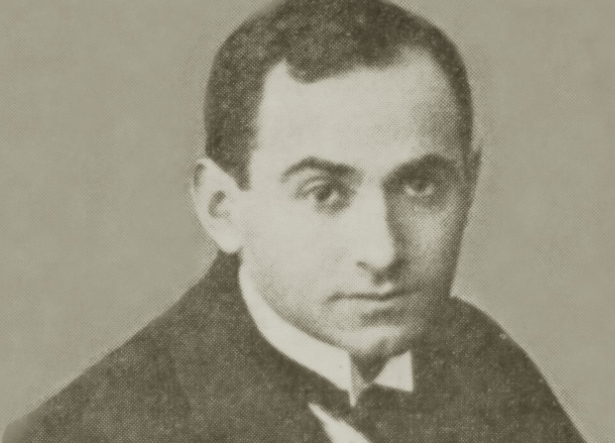
Maksymilian Eljowicz (1890-1942), peintre.

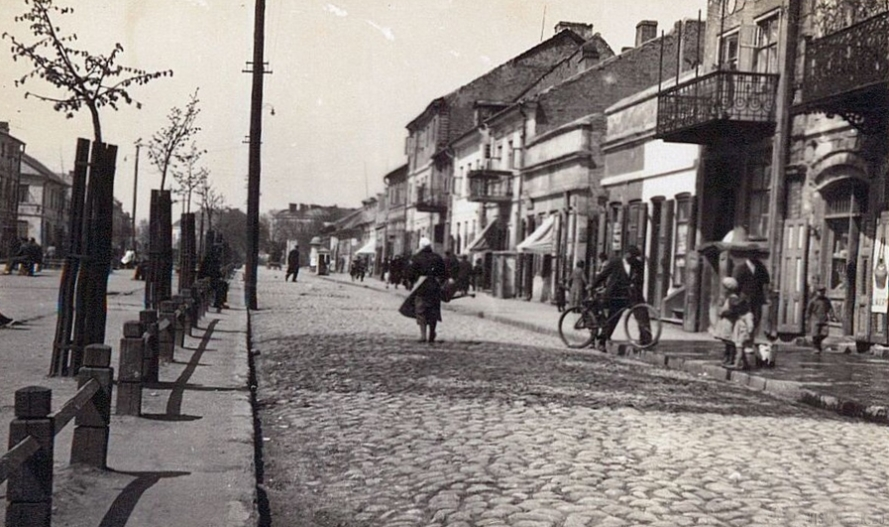
La rue Kwiatka.
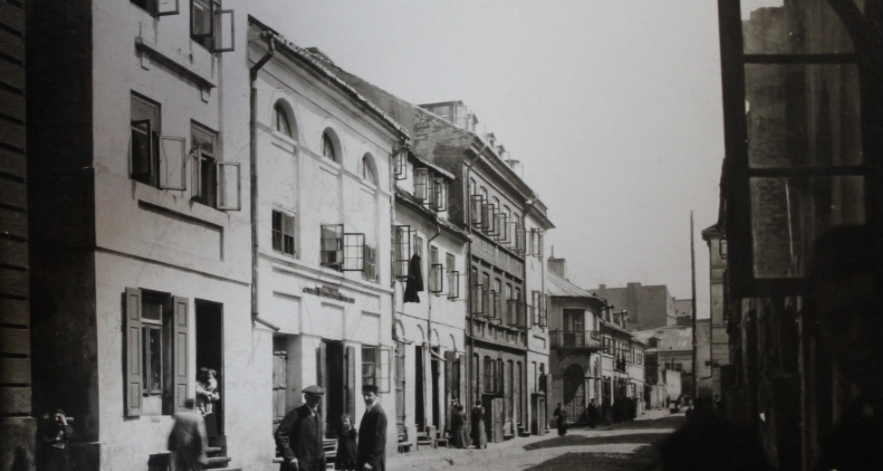
La rue Synagogalna.
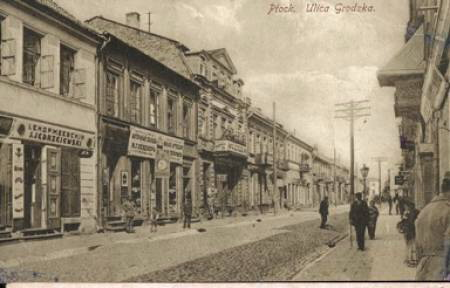
La rue Grodzka en 1910.
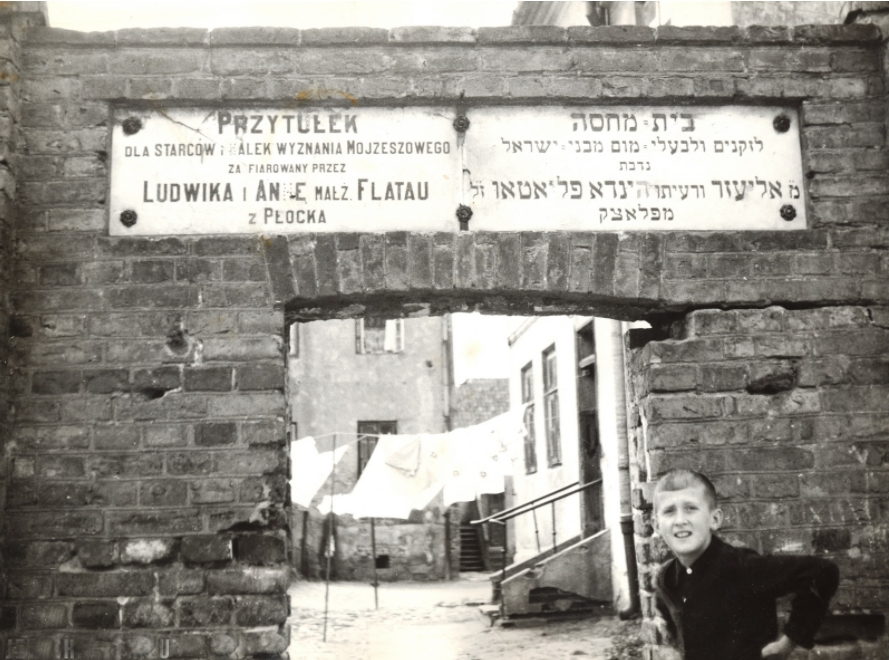
13a rue Zdunska – Refuge pour personnes âgées et handicapées.

### LaPremière Guerre mondialeet laguerre soviéto-polonaise

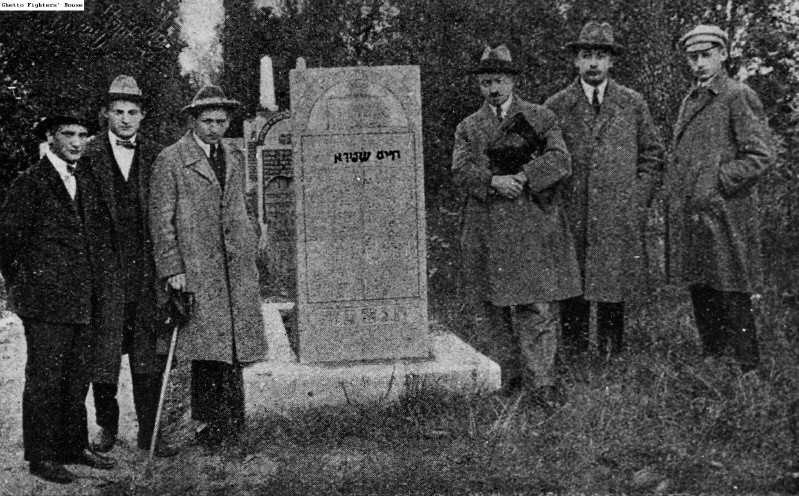
Journalistes juifs sur la tombe du rabbin Chaim Szapiro, en 1924.

Les évènements qui se déroulent pendant la Première Guerre mondiale, et surtout après la prise de Płock par les Allemands en 1915, obligent la communauté juive à réagir en mettant sur pied un Comité de citoyens juifs dirigé par Izydor Sarna et Mosze Altenberg. Les modifications déjà initiées vont se poursuivre sous la période de l'entre-deux-guerres où la Pologne a regagné son indépendance.
Un évènement tragique va assombrir significativement les relations judéo-polonaise. En 1920, pendant la guerre soviéto-polonaise, Chaim Szapiro le tsadik local est faussement accusé de coopération avec les bolchéviks. La cour martiale le fait fusiller le 24 aout 1920,,.

### La période de l'entre-deux-guerres

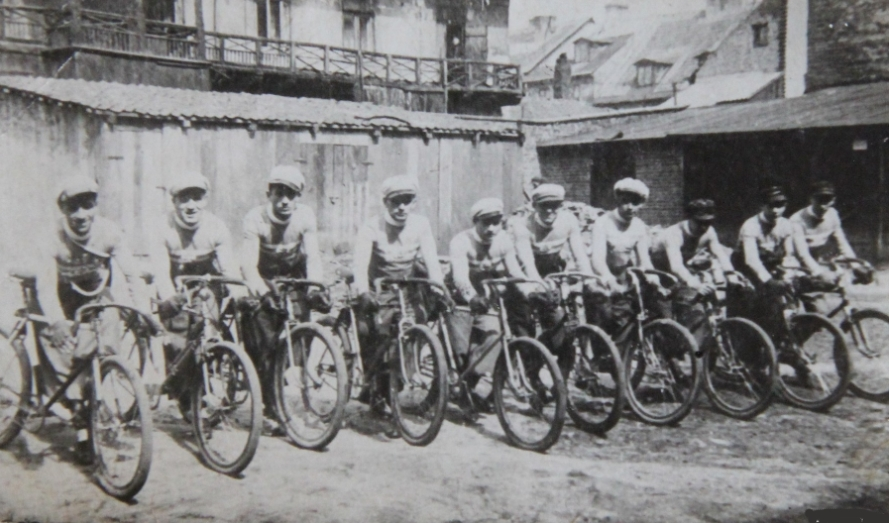
Équipe cycliste du Maccabi.

Tous les partis politiques juifs importants ont une section à Płock pendant l'entre-deux-guerres: Mizrahi (sionisme religieux, fondé en 1917 et dirigé par Icchak Aszkenazy), Poale Zion gauchiste (dirigé par Becalel Okolica), Poale Zion droitiste (dirigé par Fiszel Fliderblum, Szlomo Greenszpan et David Gold), Cejrej Cijon, Agudas Isroel (judaïsme orthodoxe, dirigé par Lajb Kilbert et Lajb Geliebter), le Bund (socialiste, dirigé par Herman Kruk, Izrael Gerszon Bursztyn et Pinchas Szwarc), l'organisation sioniste générale et les Sionistes révisionnistes. Diverses organisations culturelles, éducationnelles, sportives ou professionnelles sont rattachées aux différents partis. 
La presse juive publiée à Płock dans la période de l'entre-deux-guerres comprend: Płocker Cajtung, Dos Płocker Leben (l'organe de la section locale du Poale Zion droitiste, édité par David Gold, Szlomo Greenspan, Baruch Ginzburg et Gerszon Chachanowicz), et Dos Płocker Wort.
Les mouvements religieux ainsi que les mouvements laïcs subviennent à l'éducation des Juifs. Pour les religieux, il y a trois heders (écoles élémentaires religieuses) et une yechiva (centre d'étude de la Torah et du Talmud), située dans le bâtiment du Bet Ha-Midrash rue Synagogalna et dirigée par Michał Rubinsztejn et Mendel Mendelsohn.

### LaSeconde Guerre mondialeet laShoah
En 1939, la ville compte environ 9 000 Juifs, représentant à peu près 1/3 de la population totale.
Dès le déclenchement de la guerre, dans les premiers jours de septembre 1939, des groupes de quelques centaines de personnes commencent à affluer à Płock en provenance des villes situées près de la frontière germano-polonaise. Entre le 2 et le 6 septembre, un certain nombre de Juifs, par crainte des bombardements fuient Płock vers les villes voisines de Gąbin et de Varsovie. Peu de temps après, la majorité retourne à Płock.
Dès que les Allemands pénètrent en ville le 8 septembre, se produisent des incidents occasionnels concernant la population juive. Le 7 octobre 1939, selon un décret d'Hitler, Płock est annexé à la Prusse occidentale (Reichsgau Danzig Westpreußen), et la ville est remise par le quartier général militaire à l'administration civile allemande, principalement la Gestapo. La population juive locale fait immédiatement l'objet de persécution et de violence. Les Juifs dans la rue sont frappés, humiliés, leur barbe rasée. La Grande Synagogue est pillée et convertie en garage. Les deux cimetières juifs, l'ancien et le nouveau, sont dévastés et les pierres tombales utilisées comme matériaux de construction ou de pavage. Des rafles de Juifs sont organisées.
Les détenus sont obligés d'effectuer des travaux forcés ou de travailler dans des fermes détenues par des Allemands. Les Juifs se voient interdire l'accès aux parcs, aux restaurants, et pâtisseries, aux marchés. Les Juifs travaillant dans l'administration municipale ou gouvernementale sont révoqués. À la suite d'une loi promulguée le 3 octobre 1939, les Juifs ne sont plus autorisés à faire du commerce ou de l'artisanat, et sont dépossédés de leurs magasins, ateliers et appartements. Entre octobre et décembre, environ 2 000 Juifs, principalement des jeunes quittent Płock et près de 1 000 arrivent à rejoindre le territoire polonais occupé par les soviétiques après le 15 septembre 1939. Beaucoup d'entre eux, classés comme exilés seront envoyés ultérieurement en Union soviétique, au Kazakhstan, au Caucase, à Archangelsk, en République des Komis et dans les montagnes de l'Oural. En novembre, les Allemands répertorient les maisons juives et en profitent pour les piller.
Le 20 novembre 1939 et le 15 février 1940, les Allemands émettent un règlement obligeant tous les Juifs de plus de 10 ans de porter une étoile jaune cousue sur le devant et à l'arrière de leur vêtement. Dix Juifs sont emprisonnés en décembre pour servir comme otages. Leur libération est conditionnée au paiement par la communauté juive d'une somme d'un million de zlotys. En tout, 200 000 zlotys sont versés et en plus, les Allemands saisissent 100 000 zlotys dans trois banques juives. Les otages sont alors relâchés. À la fin de 1939, les écoles juives sont fermées. Un Judenrat est établi au 7 rue Kwiatka, avec le Dr. Salomon Bromberger comme président, Semek Szatan comme adjoint et Szechtman, Szenwic, Szperling et Guzik comme membres de la direction. En même temps est créé un service de sécurité juif dirigé par Blumen. Le Judenrat en plus de servir d'intermédiaire entre les allemands et les Juifs, est responsable de l'aide sociale et d'une clinique. Il s'occupe de la désinfection et organise un enseignement clandestin.
Le 1er septembre 1940, la situation se détériore quand les Allemands créent un ghetto à Płock. Celui-ci comprend les rues suivantes : Kwiatka, Tylna, Synagogalna, Jerozolimska, Niecała et une partie de la rue Bielska. Le ghetto est ouvert, mais les sorties sont gardées par des sentinelles allemandes. Initialement la population polonaise a le droit de se rendre dans le ghetto, mais rapidement ces visites vont être interdites. Les Juifs n'ont pas le droit de quitter le ghetto sans un permis spécial fourni par les autorités allemandes. Vers la fin de 1940, le ghetto héberge approximativement 10 000 personnes, dont environ 7 000 Juifs de Płock, le reste étant des Juifs fugitifs ou réfugiés des villes voisines telles que: Rypin, Raciąż, Mława ou Sierpc. 

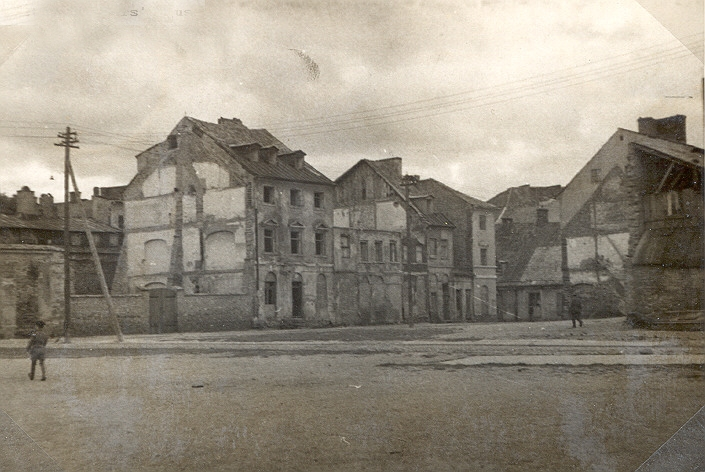
Maisons en ruine du ghetto

En novembre et décembre 1940, un recensement de la population et un inventaire des biens meubles sont effectués, y compris dans le ghetto. Les résultats permettent aux Allemands de se familiariser avec la situation démographique de la ville et de faciliter l'organisation des transferts de population, toujours précédés par de nombreuses exécutions. Le 7 janvier 1941, 36 malades, dont 7 Juifs hospitalisés dans la maison de soins dirigée par les sœurs passionistes, sont tués dans la forêt de Brwilskie à 9 km de Płock. Le même mois, les officiers de la Gestapo mènent une action contre les Juifs habitant 12 rue Niecała. Après être battus et dépouillés de leurs biens, 30 Juifs sont arrêtés et envoyés au camp de concentration de Soldau. Les arrestations et les meurtres individuels se multiplient. Par exemple, cinq Juifs sont abattus près du cimetière de la garnison. À la fin de 1940, tous les résidents de la maison de retraite juive sont tués. Ensuite, sur ordre donné par les Allemands, le Judenrat dresse une liste des habitants juifs malades ou handicapés. Les Allemands les emmènent dans la forêt de Brwilskie et les assassinent.  

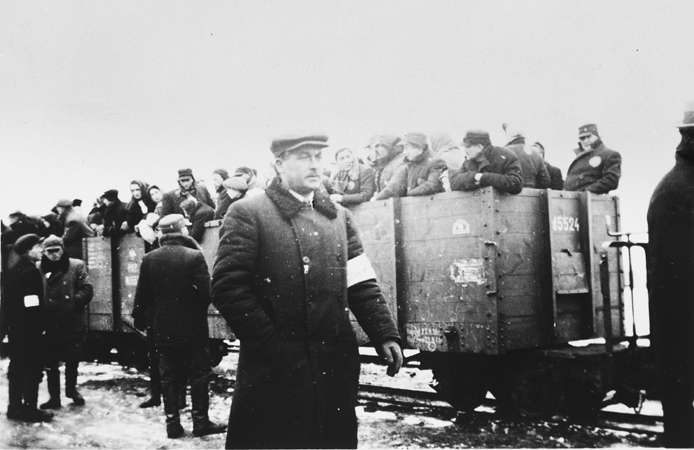
Juifs transférés de Plock à Chmielnik en 1940-1941.

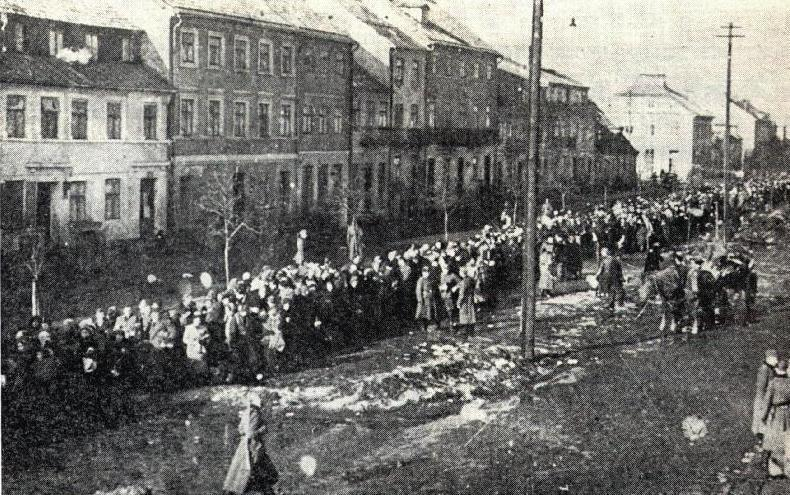
1er mars 1941 : le dernier transfert de Juifs de Plock vers Chmielnik.

Le 17 février 1941, 5 000 Polonais de Płock sont transférés au camp de concentration de Soldau. Dans la nuit du 20 février, le ghetto est encerclé et les Allemands commencent l'action dénommée Tempo de liquidation du ghetto. Le 21 février au matin, la population juive est rassemblée rue Kwiatka et dans la zone comprise entre la vieille synagogue et la rue Bielska. Les malades et les handicapés sont abattus sur place. Dans l'après-midi, environ 4 000 personnes sont transportées par camions au camp de concentration de Soldau. Le transfert suivant se déroule le 28 février et est précédé par le meurtre par balles de 25 Juifs dans un ravin à Imielnica. Les membres du Judenrat sont aussi arrêtés. Le dernier transfert a lieu le 1er mars quand environ 6 000 personnes sont envoyées au camp de Soldau.
Vers la fin février, les Juifs de Płock sont transportés du camp de Soldau vers différentes villes du district de Radom intégré au gouvernement général de Pologne. Le 25 février, 996 Juifs sont envoyés à Busko. Le même jour, 30 enfants juifs du foyer d'enfants de Płock sont transportés à Chmielnik. Le 3 mars, les Juifs de Płock se sont retrouvés à Kielce, le 6 mars à Skarżysko-Kamienna, le 11 mars ils ont été conduits à Tomaszów Mazowiecki, et de là 200 vers Drzewica, 200 vers Przysucha, 205 vers Białaczów, 75 vers Gielniów, 235 vers Żarnów et 75 vers Paradyż. Le 12 mars 1 000 personnes sont transférées à Kielce et plus tard à Nowa Słupia. Un autre millier de Juifs de Płock est conduit de Soldau à Radomsko au début mars 1941, et de là envoyé dans des camps à Częstochowa. Pendant ce temps, 1 200 Juifs de Płock sont déplacés de Kielce à Częstochowa, et environ 700 de Radom vers Wierzbica et Bliżyn. En tout, les Juifs de Płock ont été dispersés dans une vingtaine de localités du district de Radom,.
Partout, les conditions de vie sont insoutenables  manque de nourriture, d'installations sanitaires, brutalité des gardes. Beaucoup vont mourir de faim, de maladie ou sous les coups. Quant aux survivants, ils seront tous transférés dans des camps d'extermination tels que Treblinka ou autres.

### L'après-guerre
Après la guerre, environ 100 survivants, dont la plupart reviennent d'Union soviétique et quelques-uns sauvés pour s'être cachés du côté aryen de la ville, reconstituent la communauté. Le 22 février 1945, un Comité juif, section du Comité Central des Juifs polonais, est installé à Płock. Il organise un chœur, dirigé par Jerzy Margulin, un groupe dramatique, gère une cuisine populaire, un orphelinat pour 12 enfants et des logements pour les Juifs non-résidents. Il met en place des cours de yiddish. Le 21 octobre 1946, le comité exhume les corps de 25 Juifs assassinés au ravin de Imielnica et transporte les corps au cimetière juif de la rue Sportowa et pose la première d'un monument pour commémorer les victimes. La coopérative Gerszon Dua-Bogen de confection, tricot et bonneterie commence à fonctionner en juin 1949 dans des ateliers situés dans l'ancien bâtiment de la synagogue au 7 rue Kwiatka. En octobre de la même année un monument est érigé à la mémoire de toutes les victimes de la Shoah. Le cimetière est nettoyé, clos et un bâtiment est construit pour le gardien. Le Comité remet à la ville le bâtiment du mikvé situé 36 rue Sienkiewicza. Pendant plusieurs années, celui-ci sera utilisé comme bain public par la ville.
Quand le comité central des juifs polonais est dissout, une section de la Société socio-culturelle des Juifs en Pologne est fondée à Płock sous la présidence d'Abram Papierczyk. Progressivement, les Juifs quittent Płock et après 1959, il ne reste plus que 3 Juifs dans la ville. La Société socio-culturelle des Juifs en Pologne est finalement dissoute.

## Évolution de la population juive
| Population juive à Płock |                     |                 |                      |
| Date                     | Population de Płock | Nombre de Juifs | Pourcentage de Juifs |
| 1616                     | -                   | 370             | -                    |
| 1660                     | -                   | 100             | -                    |
| 1808                     | 4 018               | 1 932           | 48,3 %               |
| 1822                     | 6 466               | 2 247           | 34,7 %               |
| 1827                     | -                   | 3 412           | 35,0 %               |
| 1841                     | 11 556              | 4 333           | 37,5 %               |
| 1856                     | 12 403              | 5 251           | 42,3 %               |
| 1883                     | 20 639              | 7 633           | 36,9 %               |
| 1887                     | 24 187              | 10 500          | 43,4 %               |
| 1897                     | 26 966              | 7 661           | 28,4 %               |
| 1905                     | 30 075              | 11 780          | 39,2 %               |
| 1910                     | 36 497              | 12 017          | 32,9 %               |
| 1920                     | -                   | 9 062           | 31,2 %               |
| 1921                     | 25 752              | 7 352           | 28,6 %               |
| 1939                     | -                   | ~ 9 000         | 26 %                 |